# Pitsburg (Ohio)
Pour les articles homonymes, voir Pitsburg.
Pitsburg est un village américain situé dans le comté de Darke, dans l'Ohio. Selon le recensement de 2010, sa population est de 388 habitants.